# ペット 檻の中の乙女
『ペット 檻の中の乙女』（原題：Pet）2016年のアメリカ合衆国・スペイン合作のホラー映画。

## あらすじ
動物保護センターに勤務するセスは、バスの車内で同級生のホリーを見かけて声を掛けるも邪険にされてしまった。そこで、セスはSNSでホリーのことを執拗に調査する。

## スタッフ
- 監督 - カルロス・トレンス
- 脚本 - ジェレミー・スレイター
- 製作 - ニック・フィリップス、ケリー・マーティン・ワグナー
- 製作総指揮 - サルバドール・トレンス、カルロス・トレンス、アーロン・カプラン、ショーン・ペローネ
- 音楽 - ザカリアス・M・デ・ラ・リバ
- 撮影 - ティモシー・A・バートン
- 編集 - エレーナ・ルイス
- 美術 - クリスティーナ・ロボダ
- 衣装 - オリヴィア・マイルズ

## キャスト
セス
演 - ドミニク・モナハン
動物保護センターで働く青年
ホリー
演 - クセニア・ソロ
セスの高校時代の後輩。バスで偶然出会うことで物語が加速していく。
クレア
演 - ジェネット・マッカーディ
ホリーのルームメイト。彼女とは過去にいざこざがあったが、一緒に暮らしている。
- その他の出演者

デヴォン・マクドナルド
ネイサン・パーソンズ
ジャネット・ソング